# Saint-Martin de Grevilly
Saint-Martin de Grevilly är en katolsk kyrkobyggnad som är belägen i byn och kommunen Grevilly i departementet Saône-et-Loire i regionen Bourgogne-Franche-Comté i Frankrike. Kyrkan är helgad åt Martin av Tours. Sedan år 1941 räknas den som ett historiskt monument.

## Kyrkobyggnaden
Kyrkan uppfördes någon gång under 1100-talets första fjärdedel. Från början bestod den av långhus med klocktorn i öster och en absid öster om tornet. Under 1800-talet tillkom en sakristia söder om tornet. 